# The Woman Hater (film 1915)
The Woman Hater è un cortometraggio muto del 1915 diretto da Charles Brabin.

## Produzione
Il film fu prodotto dalla Essanay Film Manufacturing Company.

## Distribuzione
Distribuito dalla General Film Company, uscì nelle sale cinematografiche statunitensi il 21 agosto 1915.